# Acton (Massachusetts)
Acton – miasto w Stanach Zjednoczonych, w stanie Massachusetts, w hrabstwie Middlesex.